# Airdita
L'airdita és un mineral de la classe dels fosfats.

## Característiques
L'airdita és un fosfat de fórmula química Sr(V⁴⁺O)₂(PO₄)₂(H₂O)₄. Va ser aprovada com a espècie vàlida per l'Associació Mineralògica Internacional l'any 2020, i va ser publicada a la revista internacional The Canadian Journal of Mineralogy and Petrology per Peter Elliott et al. en el mes d’abril de 2025 amb el títol «Airdite, Sr(V⁴⁺O)₂(PO₄)₂·4H₂O, a New Mineral from the Spring Creek Copper Mine, South Australia, Australia». Cristal·litza en el sistema monoclínic.
L'exemplar que va servir per a determinar l'espècie, el que es coneix com a material tipus, es troba conservat a les col·leccions mineralògiques del Museu d'Austràlia Meridional, a Adelaida, Austràlia, amb el número de registre: g34890.

## Formació i jaciments
Va ser descoberta a la mina Spring Creek, a la localitat de Wilmington (Austràlia Meridional, Austràlia), sent l'únic a tot el planeta on ha estat descrita aquesta espècie mineral.